# Arena Po
Arena Po (Rèina in dialetto oltrepadano, IPA: /ˈrɛina/) è un comune italiano di 1 511 abitanti della provincia di Pavia in Lombardia. Si trova nell'Oltrepò Pavese, sulla riva destra del Po, al confine con la provincia di Piacenza.

## Storia
Arena Po è nota sin dal X secolo, quando vi possedeva dei beni il monastero di San Pietro in Ciel d'Oro di Pavia; il luogo tuttavia dipendeva da Piacenza, finché nel 1164 fu posto sotto la giurisdizione di Pavia. I successivi contrasti tra le due città furono risolti per arbitrato nel 1188, e i confini furono definitivamente stabiliti. Sotto Pavia, Arena fu sede di podesteria, il cui dominio fu acquisito dai Beccaria nel 1290; un ramo della famiglia prese poi nome da questo luogo, e ne mantenne la signoria fino all'inizio del XV secolo quando i Beccaria di Arena, coinvolti nei contrasti della casata con i Visconti, ebbero il feudo confiscato (e ridotto al solo Bosnasco). Nel 1441 fu infeudata ai Sanseverino e successivamente agli Speciani.
Arena Po era dotata di grandi fortificazioni e controllava un punto del Po di grande importanza strategica per i commerci fluviali e il controllo del territorio, tanto che la località fu assediata nel 1216 dai milanesi e dai piacentini e, nel 1356, dalle forze viscontee, in entrambi i casi Arena Po non fu conquistata.
Nel 1655, durante la guerra tra Francesi e Spagnoli, il castello di Arena era stato occupato dai primi; fu espugnato poi dal generale spagnolo Caracena, dopo il fallito tentativo di attuare uno stratagemma (alcuni soldati pavesi e spagnoli furono tenuti nascosti nelle case del paese con l'intenzione di assaltare di sorpresa il castello quando ne fossero usciti gli ignari difensori, ma gli spagnoli fecero la sortita troppo precipitosamente cosicché i soldati francesi poterono tornare indietro, costringendo alla fuga i poco numerosi protagonisti del tentato colpo di mano). Una volta espugnata, la rocca fu fatta abbattere dal governatore di Milano Trivulzio. Poco dopo avvenne una battaglia presso Arena, alla Fontana Santa, in cui lo stesso governatore Trivulzio riuscì a mettere in rotta i Francesi con i loro alleati Modenesi, facendo 2000 prigionieri e potendo poi liberare Pavia dall'assedio francese.
Una parte del territorio comunale formava il comune detto Comun Mandelli, di difficile localizzazione, che ebbe breve vita nel XVIII secolo.
Molto più noto storicamente fu Parpanese, importante luogo di passaggio del Po. Nel 1021 fu donato al monastero di San Bartolomeo in Strada di Pavia, che ne mantenne ininterrottamente il possesso fino al XVIII secolo. Il suo territorio era abbastanza esteso, ma con il passaggio a Pavia (diploma del 1164) e la successiva fissazione dei confini, parte di esso, con la Pieve di Parpanese, rimase nel Piacentino. Fino al 1800 il comune di Parpanese era esteso anche a nord del Po; poco dopo il comune, ridotto ormai ai minimi termini, fu aggregato ad Arena Po.
Durante la seconda guerra mondiale vi fu un campo di aviazione della Regia Aeronautica a Cascina Vaga.

### Simboli
Lo stemma di Arena Po è stato concesso con regio decreto del 7 giugno 1885.
Il gonfalone municipale, concesso con decreto del presidente della Repubblica del 29 marzo 1982, è un drappo troncato di bianco e di azzurro.

## Monumenti e luoghi di interesse
Testimonianza del ricco passato di Arena Po sono:
- la chiesa romanica di San Giorgio[9]
- il trecentesco castello[10].

## Società

### Evoluzione demografica
Abitanti censiti

## Infrastrutture e trasporti
Il territorio comunale è delimitato a sud dalla strada statale 10 Padana Inferiore ed è attraversato dall'Autostrada Torino Piacenza (A21). I caselli più vicini sono quelli Broni-Stradella e di Castel San Giovanni.
La Stazione di Arena Po è ubicata sulla ferrovia Alessandria-Piacenza.